# Papers, Please
Papers, Please (укр. Документи, будь ласка) — відеогра в жанрі головоломка, яку створив і випустив розробник Лукас Поуп 8 серпня 2013 року для платформ Windows і MacOS. Пізніше стала доступна для Linux, iOS та Android.

## Сюжет
Головний герой — працівник міграційної служби вигаданої країни Арстоцка, який працює на контрольно-пропускному пункті. Упродовж гри на КПП з'являтимуться громадяни Арстоцки та сусідніх країн з наміром перетнути кордон. Головна задача гравця — уважно перевіряти документи та загальні дані та ставити штамп — впустити чи ні.
Кожен робочий день починається з отримання листа, що інформує про зміни у політиці перетину кордону. Якщо на початку гри достатньо перевіряти лише правдивість інформації в паспорті, то зі змінами умов в'їзду з'являються й інші документи: пропуск на роботу, дозвіл на в'їзд тощо. Гравець може і мусить щоразу звертатись до посібника, що має у собі детальну інформацію про громадянство, дозволи, штампи, щоб упевнитись у чесності намірів людини.
У разі невідповідностей, гравець може попросити особу зняти відбитки пальців. У випадку сумніву в статі громадянина, гравець може попросити його пройти сканування, після якого будуть отримані результати про стать персонажа, а також наявність у нього контрабанди. Порушника можна заарештувати.
За кожне правильне рішення гравець отримує ігрову валюту, яку наприкінці кожного дня потрібно витрачати на оплату житла, опалення, покупку їжі чи медикаментів та загальне утримання власної родини. За неправильні рішення гравець отримує штрафи: за перше порушення в робочому дні — попередження, за наступні — штраф, що поступово збільшується.
Гравець має бути готовим до наступних напрямків конфліктів та проблем: бідності та проблем у сім‘ї, моральних питань, арештів, терактів і смертей.

## Розробка
Papers Please була розроблена Лукасом Поупом. За його словами, він отримав натхнення від фільмів «Арго» та «Джейсон Борн».
Розробка гри розпочалася в листопаді 2012 р. Спочатку Поуп використовував власні фінансові заощадження, а пізніше звертався до підтримки фанатів. Автор також просив людей вказувати свої імена і прізвища, але більшість з них були жартівливими.
Після загальної демонстрації гри, яка принесла йому позитивні відгуки, Поуп вирішив подати гру до Steam Greenlight, після чого вона була затверджена 1 травня. Papers, Please вийшла 8 серпня 2013 року на Windows та OS X та 12 лютого 2014 для Linux.

## Короткометражний фільм
27 січня 2018 року відбулася прем'єра короткометражного фільму, знятого російськими кінематографістами Лілією Ткач і Микитою Ординським. Головну роль виконав Ігор Савочкін. Пізніше ця ж команда зняла фільм за мотивами гри «Beholder».